# Fleuves
Fleuves ist ein bretonisches Musiktrio, das 2012 im Département Finistère der Bretagne von Émilien Robic (Klarinette), Romain Dubois (Rhodes-Klavier) und Samson Dayou (Bass) gegründet wurde. Sie kombinieren bretonische Musik, Jazz und elektronische Musik. Ihr Repertoire besteht überwiegend aus Tanzmusik. Hierdurch treten sie überwiegend auf Fest-Noz auf. Bis 2021 wurden zwei Studioalben herausgebracht, die von der Öffentlichkeit gut angenommen wurden.

## Auszeichnungen
- Musikpreis Produit en Bretagne im Jahr 2017 für das Album Fleuves (Favorit der Jury)[1]
- Grand prix du disque Le Télégramme im Jahr 2019 für das Album #2 (Preis der Jury)[2]

## Mitglieder

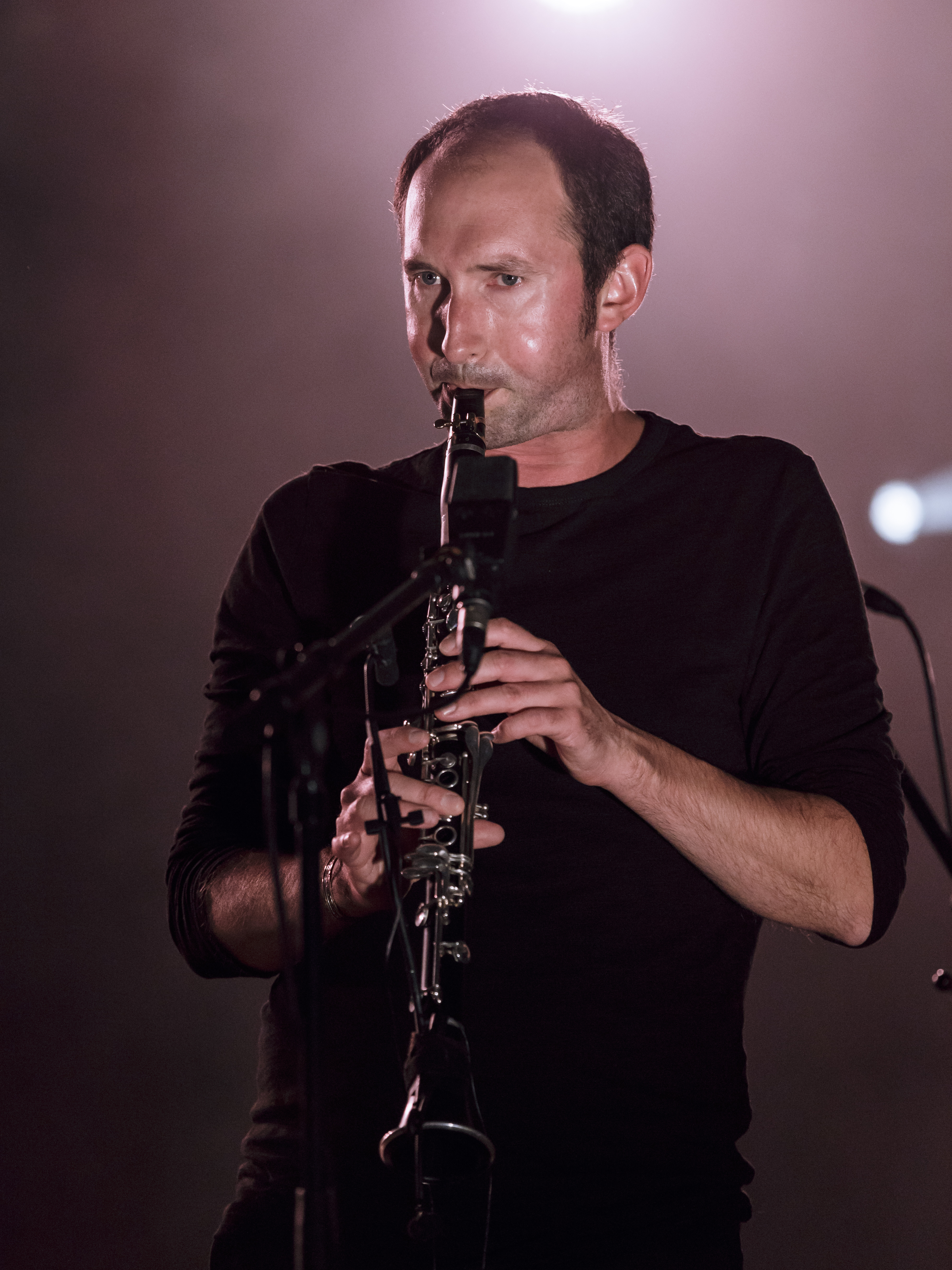
Emilien Robic
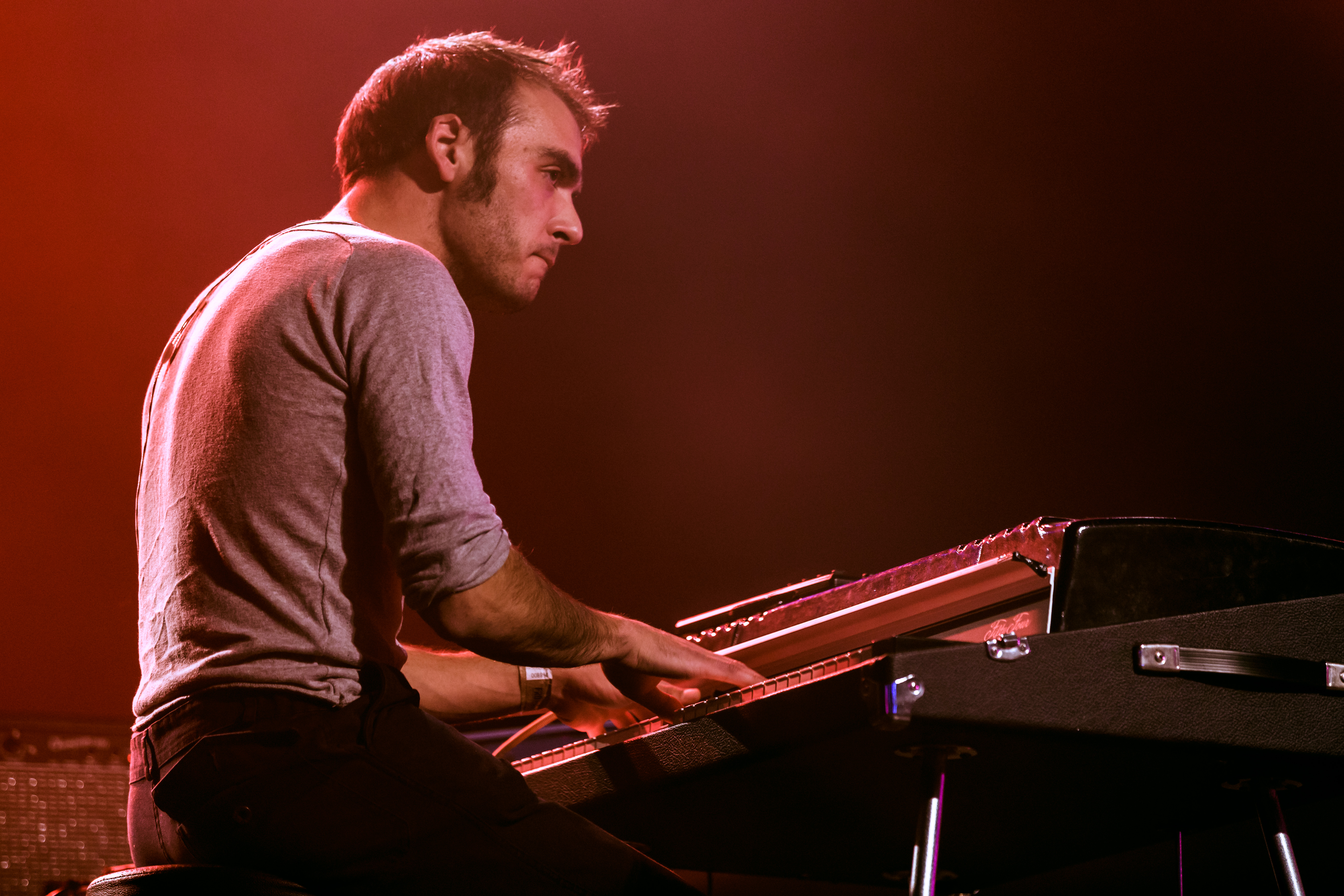
Romain Dubois
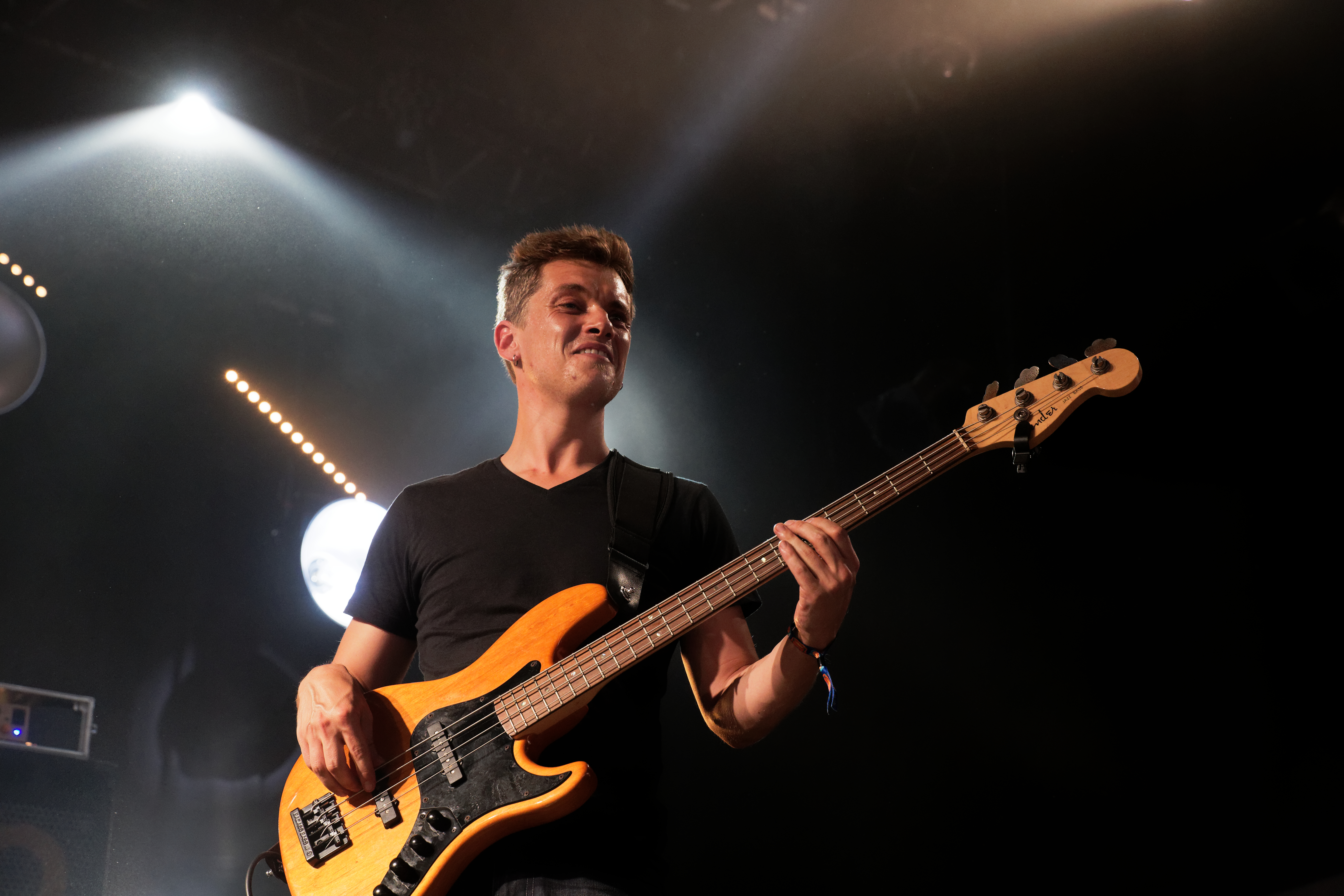
Samson Dayou

## Diskografie

### Fleuves
Fleuves ist das erste Album der Gruppe. Dieses Album wurde am 20. November 2016 beim Label Coop Breizh veröffentlicht. Im Jahr 2017 war dieses Album das dritthäufigste gestreamte Album des Labels Coop Breizh.

### 1. 2

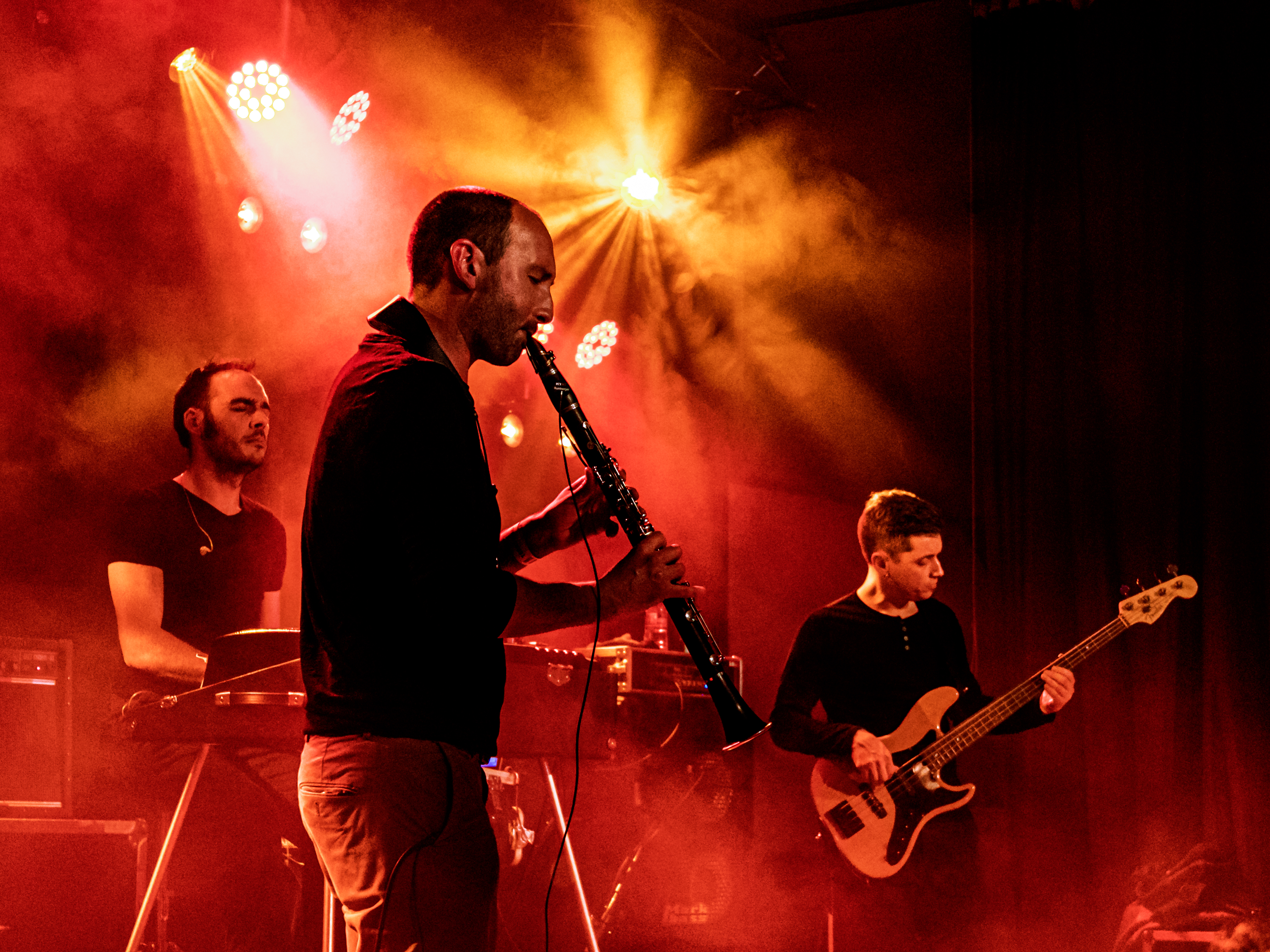
Das Trio Fleuves im Jahr 2019.

### #2
#2 ist das zweite Album, das am 10. April 2019 veröffentlicht wurde. Im Jahr 2019 war dies das meistverkaufte Album im Coop Breizh-Katalog und auf Platz zwei der gestreamten Alben

### Odyssea
Odyssea ist ein EP-Album, das am 4. Juni 2021 mit 4 Songs in Bretonisch und Französisch veröffentlicht wurde.

### Kompilationen
- 2018 : #Fest (Tamm Kreiz, titre : Dañs Plinn)[8]
- 2018 : 40èmes Rencontres Trans Musicales de Rennes (titre : Tour)
- 2018 : Yaouank - Le plus grand fest-noz de Bretagne (Coop Breizh, titre : Dañs Fisel)[9]
- 2020 : Go Ouest (titre : Nina S)[10]
- 2020 : Fleuves 1 & 2 (double vinyle Coop Breizh, 17 titres)[11]

## Videografie

### Clips
- 2020: LOUD von Fleuves/Stéphanie Gaillard (Tanz) Video
- 2021: Me'Zo Ganet E Kreiz Ar Mor von Youenn Chapalain/Suzie Babin (Tanz) Video
- 2024: Loudia von Jérémy Kergourlay Video

### Soundtracks
- Arvest Kafe, Programmübertragung auf Tébéo, TébéSud und TVR (Bretagne) von 2015 bis 2017
- La Bleue, Film von  Alix Bettinger und Ronan Hervé, 2020, Cinémathèque de Bretagne[12]

### Dokumentation
- Fleuves, rencontre à domicile, Reportage von Hervé Portanguen, 2020, KuB[13]